# Врандук
Вра́ндук (сербохорв. Vranduk) — село в Боснии и Герцеговине. Расположено в общине Зеница Федерации Боснии и Герцеговины . Население (2013 год) — 463 человека. Старый город расположен на левом берегу реки Босны, в 12 км от Зеницы, на автомобильной дороге M-17 (европейский маршрут E73). Под городом расположен железнодорожный туннель длиною 1530 м на линии Шамац—Сараево.

## История

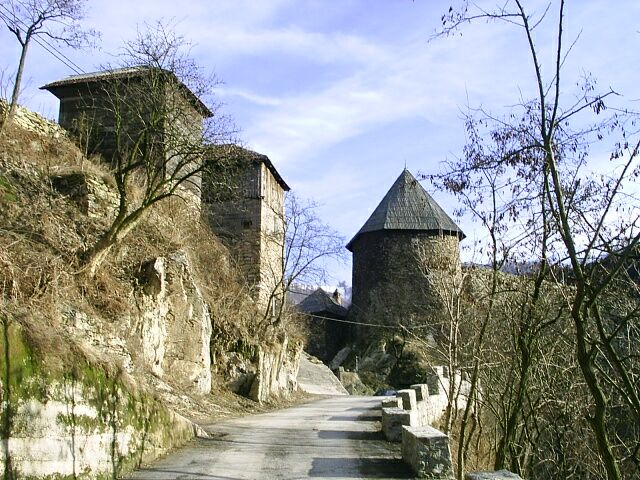
Крепость Врандук

Название Врандука предположительно происходит слова сербохорв. vrata — «ворота». В старых грамотах город назывался Вратник. Эпитет Врандука: «Ворота Боснии».
Врандук впервые упоминается 23 марта 1410 года в грамоте венгерскому королю Сигизмунду, в которой дубровчане жаловались на пленение своих соотечественников в местечке Подвисоки. В этом году каштеляном города служил Павел Бешена, поставленный Сигизмундом. В 1431 году упоминается подградье Врандука (лат. sotto Vrandcuh). В Средние века являлся королевским городом. Король Томаш проживал во Врандуке с 1446 по 1449 год. Этот король в 1447 году построил в городе церковь, посадил князем во Врандуке своего брата Радивоя.
Во время завоевания Боснии турками в 1463 году Врандук был захвачен турками. С тех пор до 1887 года в нём размещался военный гарнизон. В 1697 году войско Евгения Савойского не смогло взять город и обошло его стороной. С 1702 года приблизительно до 1760 года Врандук входил во Врандукскую капетанию. В 1838 году нуждался в реставрации, в нём находилось четыре пушки. Среди диздаров Врандука известны Алияга, сын Османагин в 1678 году, Фетхулахага в 1740 году, Бечирага в 1744 году, Хаджи-Мехмедага в 1760 году, Хасанага в 1788 году, Мехмедага с 1825 по 1835 год, Бечирбег в 1840 году. В 1914 и 1948 годы город был реставрирован. Мечеть султана Мехмеда II.

## Население
| Население | 1971        | 1981        | 1991        |
| --------- | ----------- | ----------- | ----------- |
| Всего     | 972 (100 %) | 935 (100 %) | 625 (100 %) |
| Босняки   | 878 (94 % ) | 890 (95 %)  | 617 (99 %)  |
| Сербы     | 49 (5 %)    | 33 (3 %)    | —           |